# Trichomanes pellucens
Trichomanes pellucens är en hinnbräkenväxtart som beskrevs av Kze. Trichomanes pellucens ingår i släktet Trichomanes och familjen Hymenophyllaceae. Inga underarter finns listade.